# Myszki (województwo wielkopolskie)
Myszki – wieś w Polsce położona w województwie wielkopolskim, w powiecie gnieźnieńskim, w gminie Kiszkowo.
W latach 1975–1998 miejscowość administracyjnie należała do województwa poznańskiego.

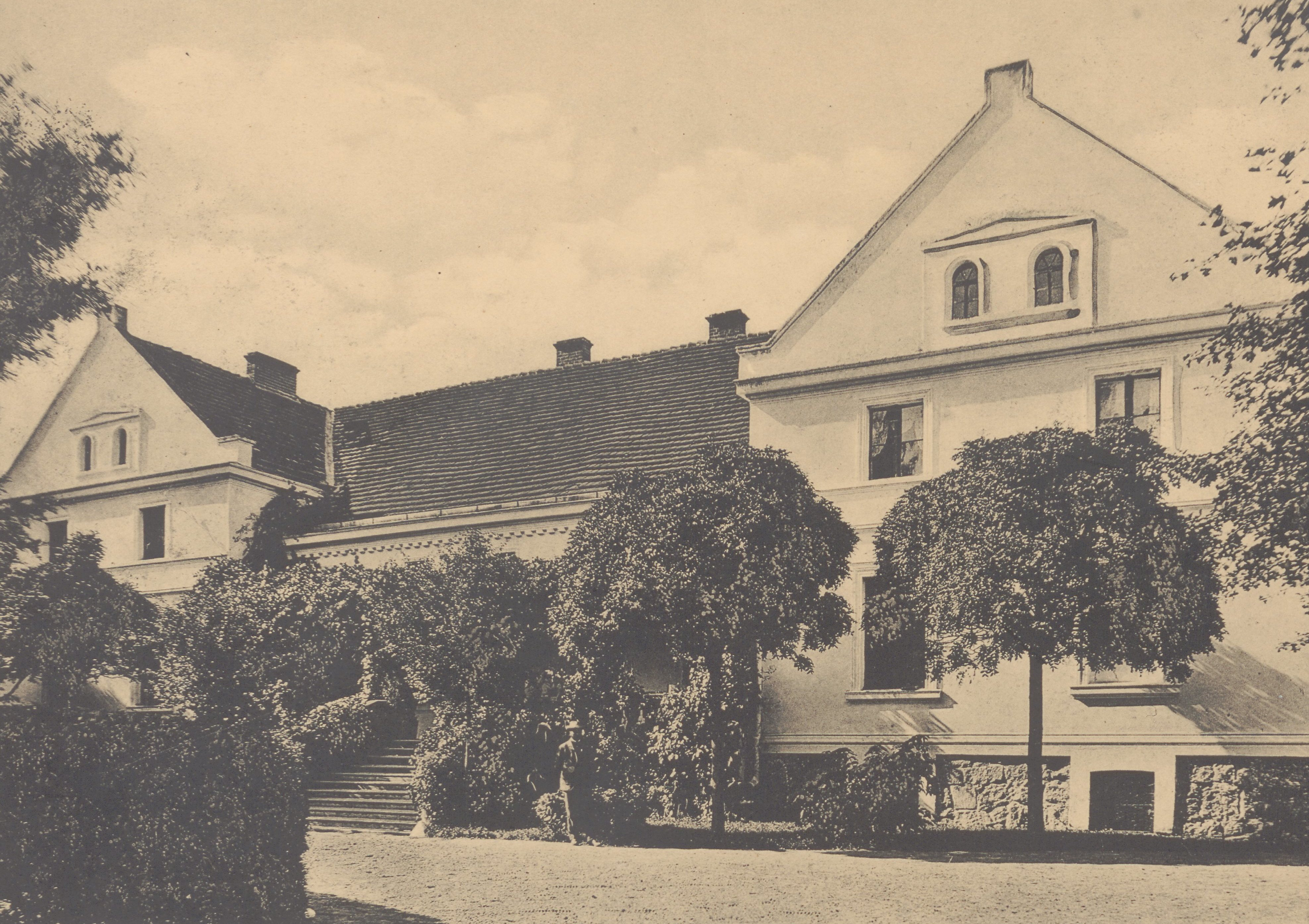
Widok dworu przed 1912

We wsi znajduje się dwór zbudowany w 1878 dla ówczesnego właściciela Włodzimierza Jańczakowskiego. Składa się z dwóch skrzydeł połączonych parterowym łącznikiem z sześciokolumnowym gankiem. Nie posiada dekoracji, która została praktycznie w całości skuta. Po śmierci Emilii Jańczakowskiej należał do Kiedrowskich (od 1896). W 1926 majątek liczył 394 ha. Dwór otacza park krajobrazowy z około 1860. Oprócz dworu we wsi stoją zabudowania folwarczne z przełomu XIX i XX wieku.